# Tamarana
Tamarana es un municipio brasileño del estado de Paraná. Integra la Región Metropolitana de Londrina.

## Historia
Tamarana es región de los indios Kaigangues que hasta hoy habitan sus tierras en la Reserva Indígena de Apucaraninha. La palabra "tamarana" es un sustantivo femenino de origen tupí, sinónimo de "cuidaru", que se trata de una arma, en forma de lanza, con cerca de un metro de largo ( diccionario Antonio Houaiss, 2007). Su origen remonta a la leyenda de una princesa indígena guerrera que usaba como arma una lanza hecha de madera.
La colonización de la región del río Tibagi es debido a divisiones de parcelas de Hacienda Tres Bocas del ingeniero Joaquim Vicente de Castro, que atrajo campesinos venidos del Sur de São Paulo y del Norte Pionero de Paraná.
El inicio del poblado marca de 1915 cuando el pionero Olímpio Moraes allí se estableció y posibilitó la instalación posterior de campesinos, iniciando la creación de cerdos en la región. La ciudad nació como Patrimonio de San Roque en 1919, antes de la llegada del Café en el Norte de Paraná, y contó con la participación de emigrantes del sur de São Paulo (familias Araújo, Marcondes, Vieira, Pinto, Carvalho, Tomé, Aleixo, Barbosa, Maciel y Teixeira) que vinieron para dedicarse a la ganadería y a la caña de azúcar, y más tarde recibió un flujo de inmigrantes japoneses y británicos. Aún es visible la toponimia con nombres de familia y marcos de la época de la colonización: Barrio de los Moraes, Barrio de los Moreiras, Barrio de los Fabrícios, Barrio de los Ingleses, Barrio de los Pintos (km 103), Igrejinha do Rio Preto.
El poblado de San Roque en 20 de marzo de 1930 a través del Decreto ley n.º 2.713 pasó a ser distrito judicial de San Roque que pertenecía al municipio de Tibagi. El 6 de enero de 1939, a través de Decreto Gubernamental, el distrito judicial de San Roque fue desglosado de Tibagi y adjunto al recién creado municipio de Londrina.
En la década de 1930 el poblado vio un crecimiento con la llegada del café, haciéndose un micro polo, pero rápidamente sustituida por Londrina, que poseía ferrocarriles. En mediados de la década de 1960 la región entró en una decadencia económica ocasionada por las heladas y quemadas. Muchos de sus habitantes migraron para el oeste paranaense, Londrina, Curitiba y Centro Oeste. La crisis acarreó en el fin de la monocultura del café y del régimen de pequeñas propiedades familiares. Hoy el régimen fundiário que predomina son grandes y medianas propiedades.
Creado a través de la Ley Provincial n.º 11.224 de 13 de diciembre de 1995 fue desglosado de Londrina, con el fuerte llamamiento de los habitantes.

## Geografía
Posee una área de 472,153 km² representando 0,2369 % del estado, 0,0838 % de la región y 0,0056 % de todo el territorio brasileño. Se localiza a una latitude 23°12′22″ sur y la una longitud 51°45′49″ oeste, estando a una altitud de 753 metros. Su población estimada en 2016 es de 13.939 habitantes.

### Demografía
Datos del censo - 2000
Población total: 12 232
- Urbana: 5001
- Rural: 4712
- Hombres: 5001
- Mujeres: 4712

Índice de Desarrollo Humano Municipal (IDH-M): 0,683
- IDH-Renta: 0,621
- IDH-Longevidad: 0,693
- IDH-Educación: 0,737

La población estimada para el año de 2021 es de 15 277 habitantes.

## Administración
- Alcalde: Luzia Susukawa (2025/2028)
- Vicealcalde: João Vanite
- Presidente de la Cámara: Mário César Fabiano (Tega) (2017/2018)
- Alcalde vencedor de las elecciones de 2024 para el ejercicio 2025-2028 Luzia Susukawa su Vice es João Vanite.

- Datos: Q2006415
- Multimedia: Tamarana / Q2006415